# 坭美彝族乡
坭美彝族乡，是中华人民共和国四川省雅安市汉源县下辖的一个乡镇级行政单位。

## 行政区划
坭美彝族乡下辖以下地区：
和爱村、万林村、林罗村、万福村、横山村、凤窝村、石泉村和火地村。